# Germán Reyes
Germán Reyes Opazo (20 de noviembre de 1902-21 de julio de 1970) fue un futbolista chileno que jugaba de interior izquierdo.
Participó como seleccionado nacional en los Juegos Olímpicos de Ámsterdam 1928.

## Trayectoria
Se inicios en el fútbol fueron en el club Liceo de Concepción, equipo de la capital de la Región del Biobío en el cual dio sus primeros pasos y en el que tuvo un destacado rendimiento que le permitió ser seleccionado nacional en 1924.
Posteriormente con la selección de Concepción se enfrentó a Colo-Colo que estaba de gira por el sur en ese momento, después de haber llamado la atención por su buen rendimiento, fue invitado a ser parte del plantel de Colo-Colo.

## Selección nacional
Fue internacional con la selección chilena entre los años 1924 y 1928, participó en una edición del Torneo Olímpico de Fútbol y en una edición del Campeonato Sudamericano. Disputó tres partidos oficiales, además participó en cuatro partidos no oficiales en los que anotó dos goles, su participación final fue siete partidos y dos goles.
Fue convocado por primera vez por el entrenador Carlos Acuña para participar en el sudamericano de 1924, fue titular en todos los encuentros que disputó Chile en el torneo.
Fue seleccionado para el Juegos Olímpicos de Ámsterdam, no participó en el encuentro frente a Portugal por la primera ronda de los Juegos Olímpicos. Luego, Chile disputó un torneo de consuelo en el que saldría victorioso, sin embargo Germán tampoco vio acción en ese torneo. Luego participó en algunos amistosos disputados en Alemania.

### Participaciones en Juegos Olímpicos
| Torneo                  | Sede         | Resultado        |
| ----------------------- | ------------ | ---------------- |
| Juegos Olímpicos 1928   | Ámsterdam    | Ronda preliminar |
| Torneo de Consuelo 1928 | Países Bajos | Campeón          |

### Participaciones en el Campeonato Sudamericano
| Torneo                       | Sede    | Resultado    | Partidos |
| ---------------------------- | ------- | ------------ | -------- |
| Campeonato Sudamericano 1924 | Uruguay | Cuarto lugar | 3        |
| Total                        | Total   | Total        | 3        |

### Partidos internacionales
| 1     | 19 de octubre de 1924  | Gran Parque Central, Montevideo, Uruguay | Uruguay    | 5-0 | Chile | Campeonato Sudamericano 1924 |
| 2     | 25 de octubre de 1924  | Gran Parque Central, Montevideo, Uruguay | Argentina  | 2-0 | Chile | Campeonato Sudamericano 1924 |
| 3     | 1 de noviembre de 1924 | Gran Parque Central, Montevideo, Uruguay | Paraguay   | 3-1 | Chile | Campeonato Sudamericano 1924 |
| Total |                        |                                          | Presencias | 3   |       |                              |

| 1     | 9 de noviembre de 1924 | Estadio Jorge Newbery, Buenos Aires, Argentina | Huracán                | 0-0 | Chile |   | Amistoso |
| 2     | 15 de junio de 1928    | Waldstadion, Frankfurt, Alemania               | Selección de Frankfurt | 6-2 | Chile |   | Amistoso |
| 3     | 20 de junio de 1928    | Sportplatz at Rothenbaum, Hamburgo, Alemania   | Hamburgo               | 3-4 | Chile |   | Amistoso |
| 4     | 22 de junio de 1928    | VfB Stadion, Leipzig, Alemania                 | Selección de Leipzig   | 3-2 | Chile |   | Amistoso |
| Total |                        |                                                | Presencias             | 4   | Goles | 2 |          |

## Clubes
| Club                | País  | Año         |
| ------------------- | ----- | ----------- |
| Liceo de Concepción | Chile | 1921 - 1927 |
| Colo-Colo           | Chile | 1928 - 1930 |

## Palmarés

### Torneos locales
| Título                                             | Club      | País  | Año  |
| -------------------------------------------------- | --------- | ----- | ---- |
| Serie F de la Liga Central de Football de Santiago | Colo-Colo | Chile | 1928 |
| Liga Central de Football de Santiago               | Colo-Colo | Chile | 1929 |
| División de Honor                                  | Colo-Colo | Chile | 1930 |